# Cañón autopropulsado
El cañón autopropulsado es una forma de artillería autopropulsada que en el uso moderno normalmente se refiere a piezas de artillería como los obuses montados en chasis motorizados (obús autopropulsado), ya sean de tracción por orugas o por ruedas. De este modo el cañón se puede maniobrar con sus propios medios a diferencia de un obús remolcado que depende de un vehículo tractor de artillería que lo traslade hasta el campo de batalla. Los cañones autopropulsados son armas de apoyo al combate; son empleados por unidades de apoyo que combaten junto a unidades de combate principales de infantería y acorazadas.
En el caso de que el cañón autopropulsado disponga de blindaje se considera un vehículo blindado de combate.

## Obuses autopropulsados
Su función principal es proporcionar fuego de apoyo indirecto.

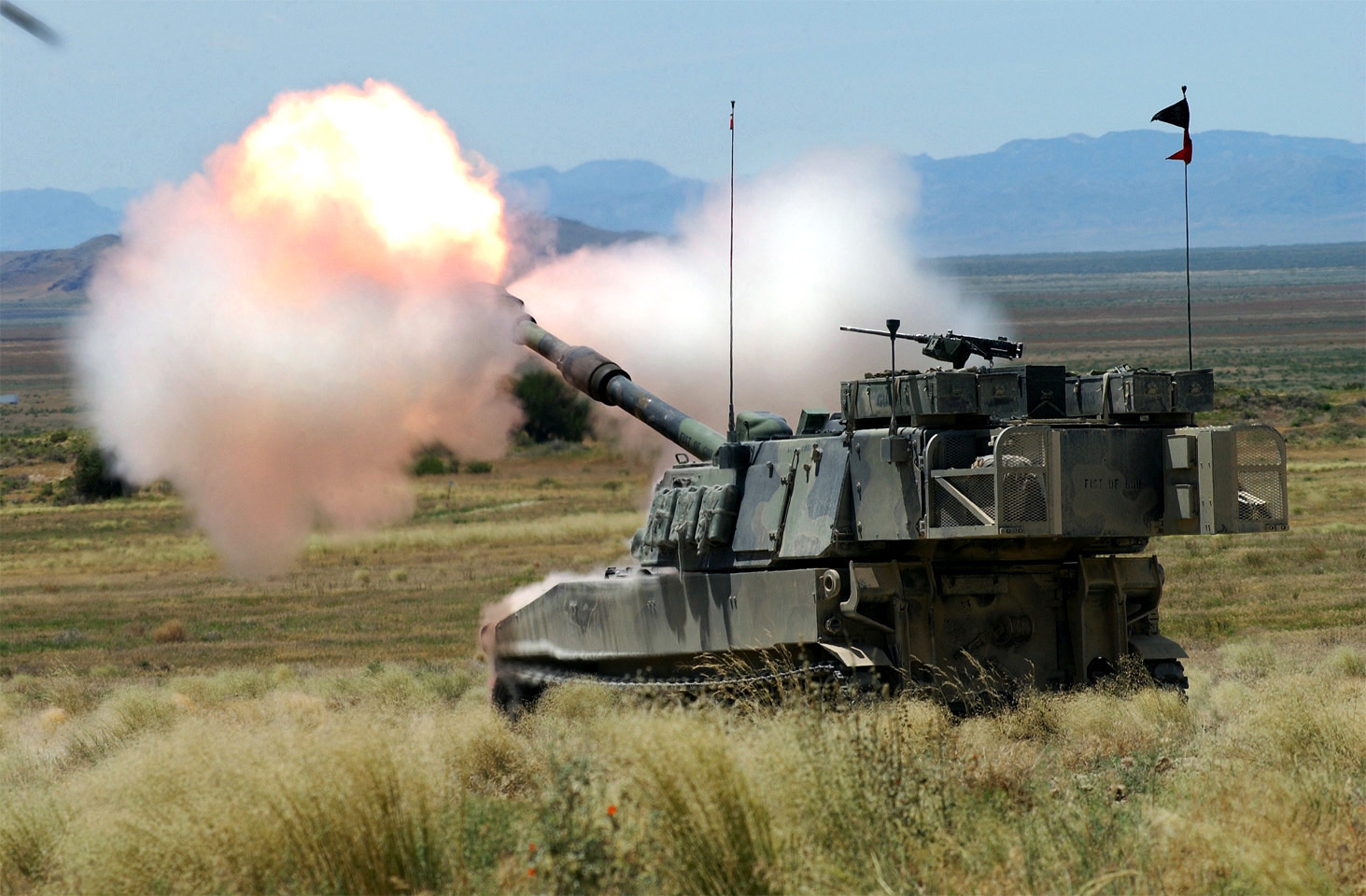
Un obús autopropulsado M109 estadounidense disparando.
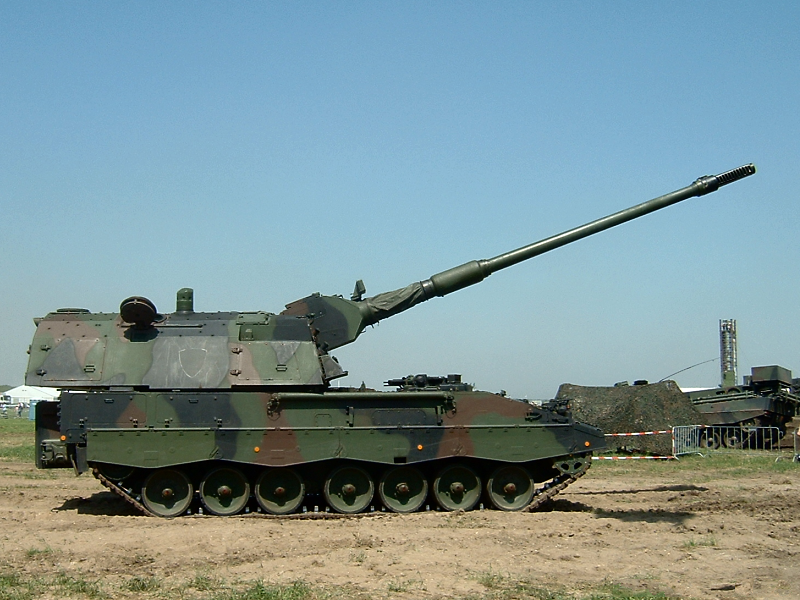
Panzerhaubitze 2000 alemán.
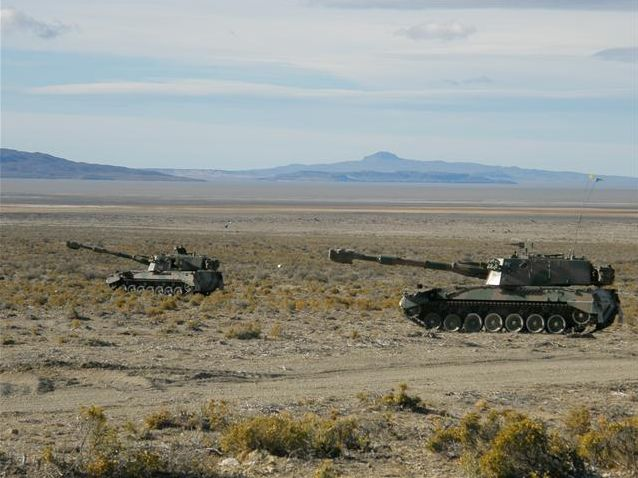
Dos TAM VCA Palmaria de 155mm del Ejercito Argentino
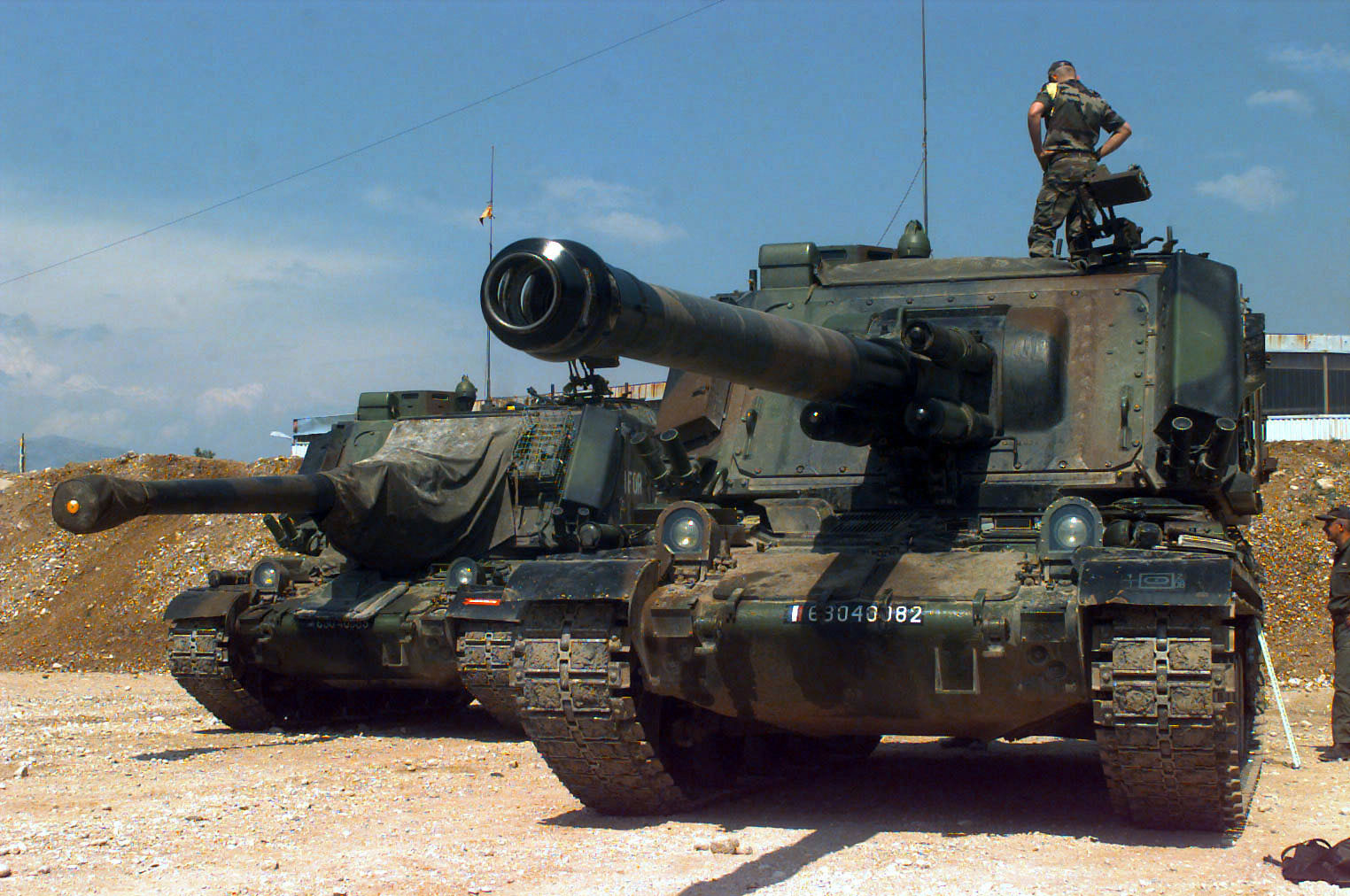
AMX 30 AuF1 francés.
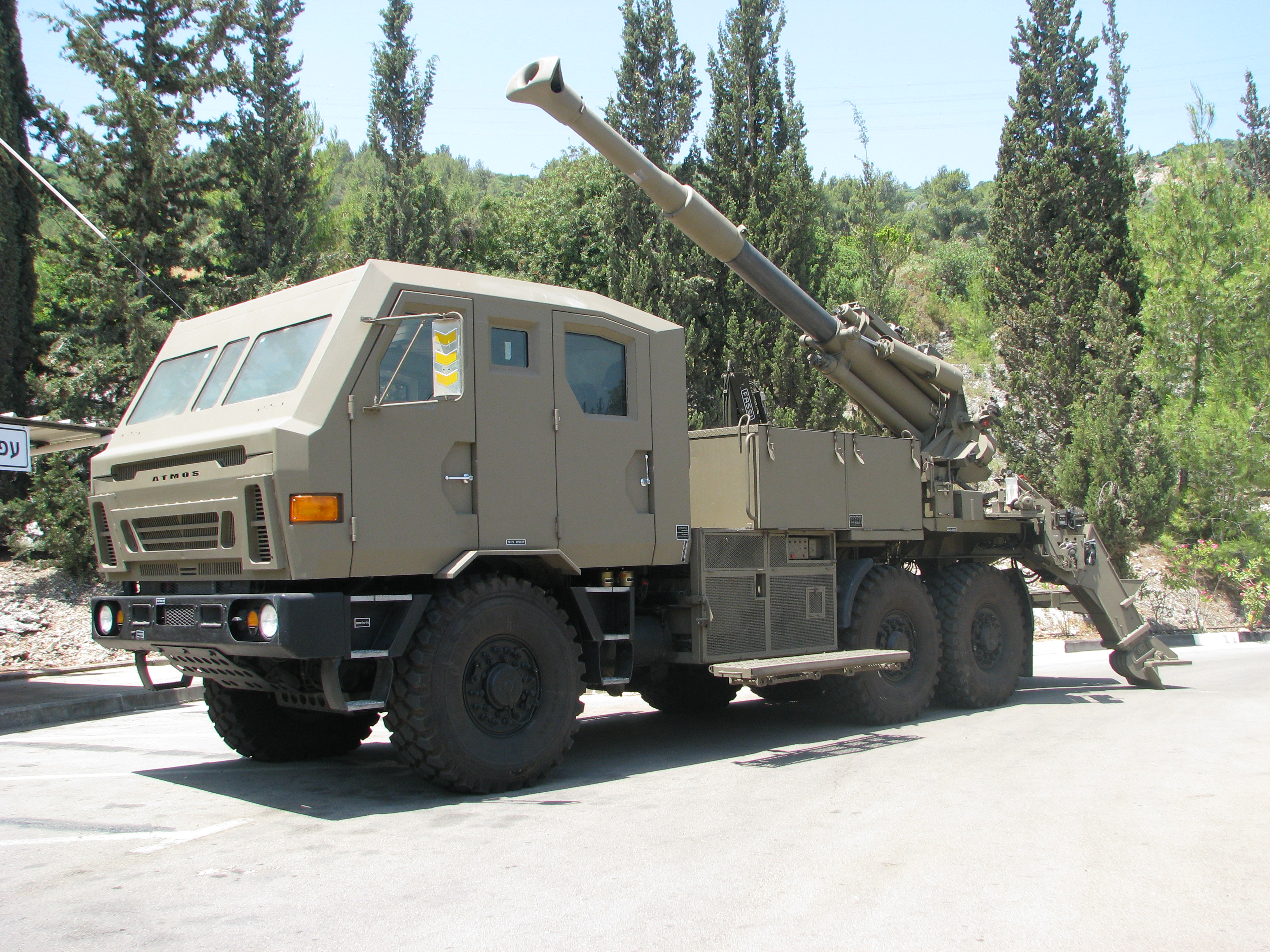
ATMOS 2000 israelí, obús montado en un camión.
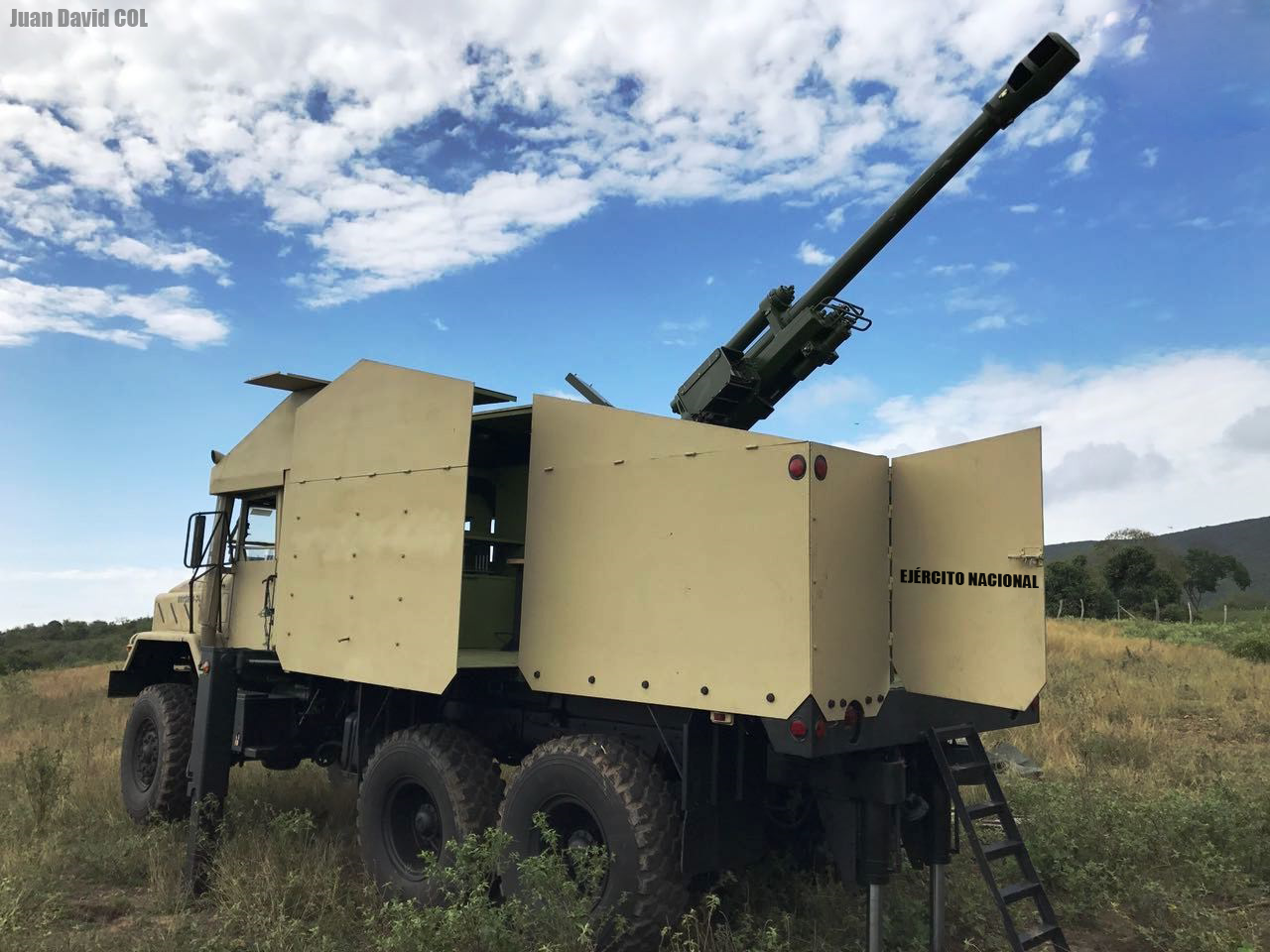
Joya SAA-1 Colombiano de 105mm usado por el Ejército Nacional de Colombia
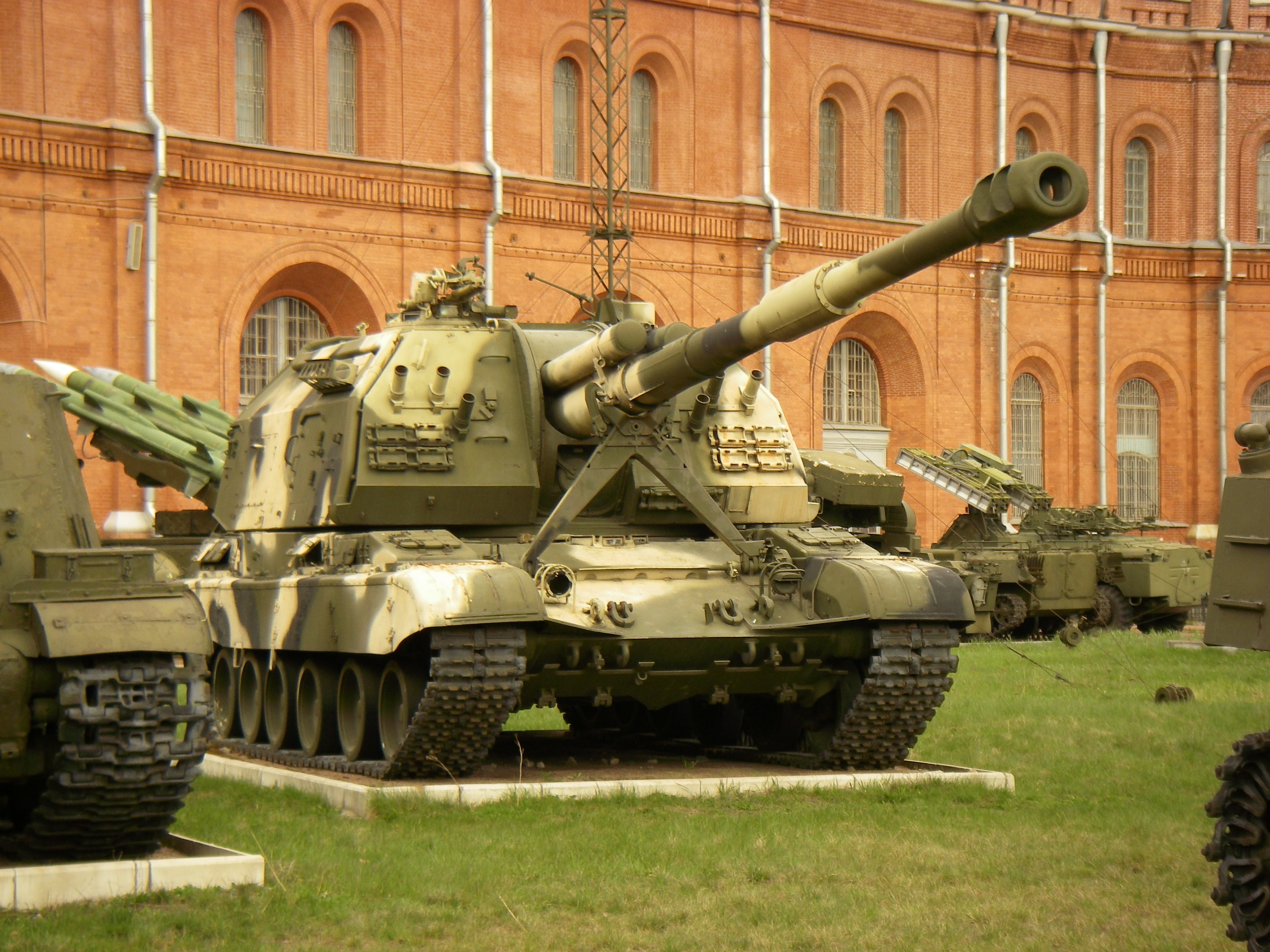
2S19 Msta soviético
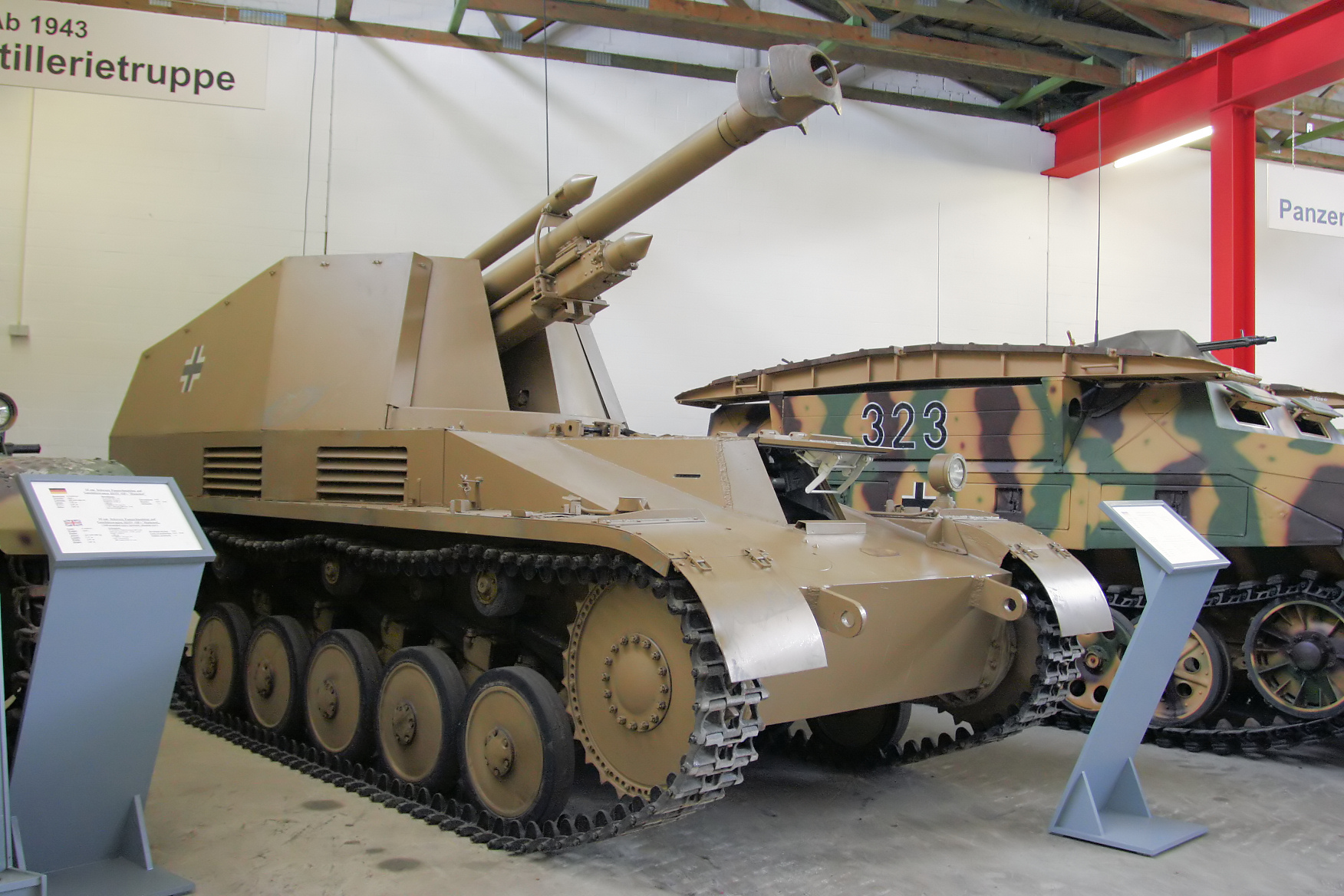
Sd.Kfz. 124 Wespe, modelo alemán de la Segunda Guerra Mundial.
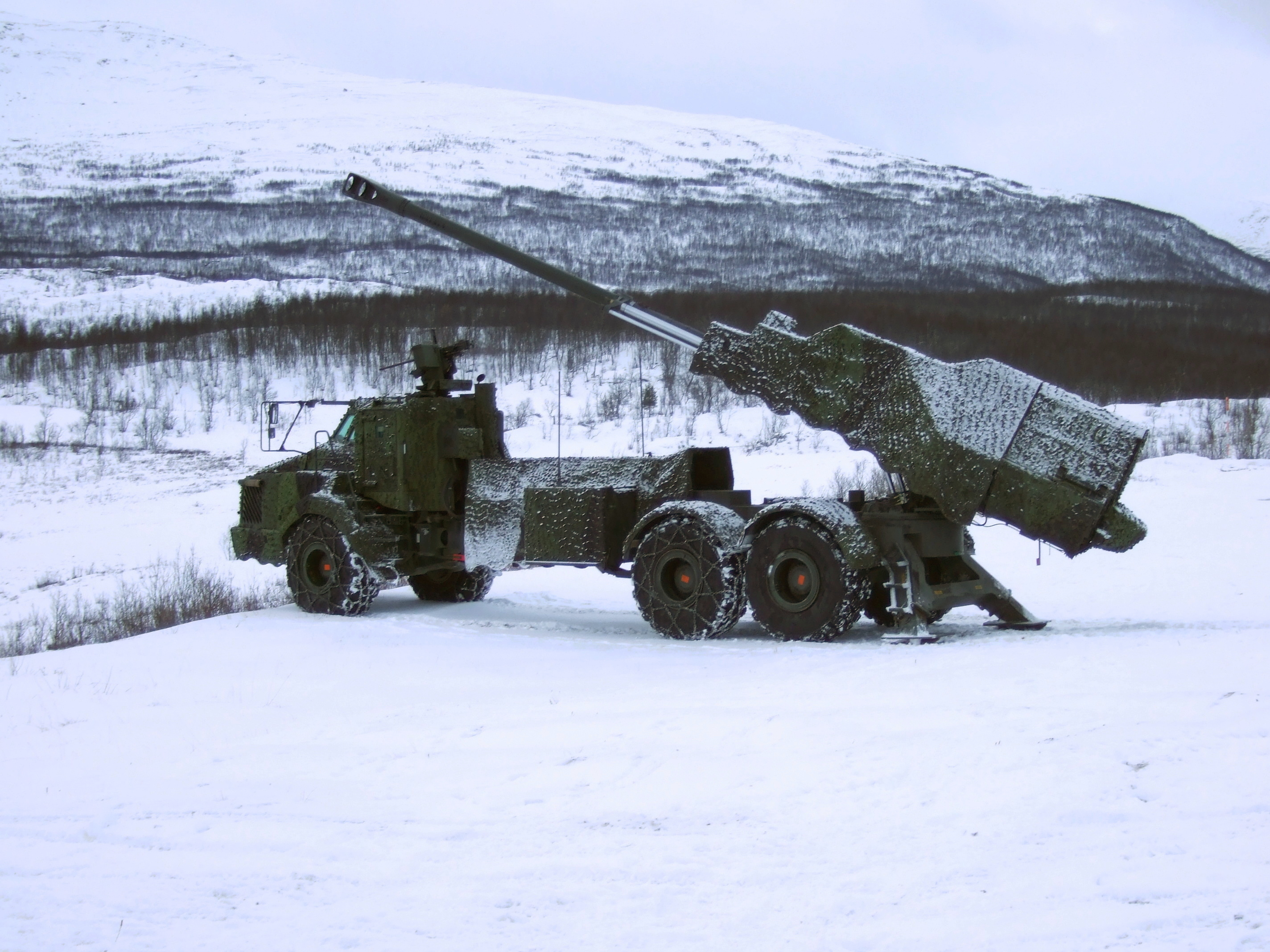
Archer Artillery System sueco, obús sobre chasis de ruedas.
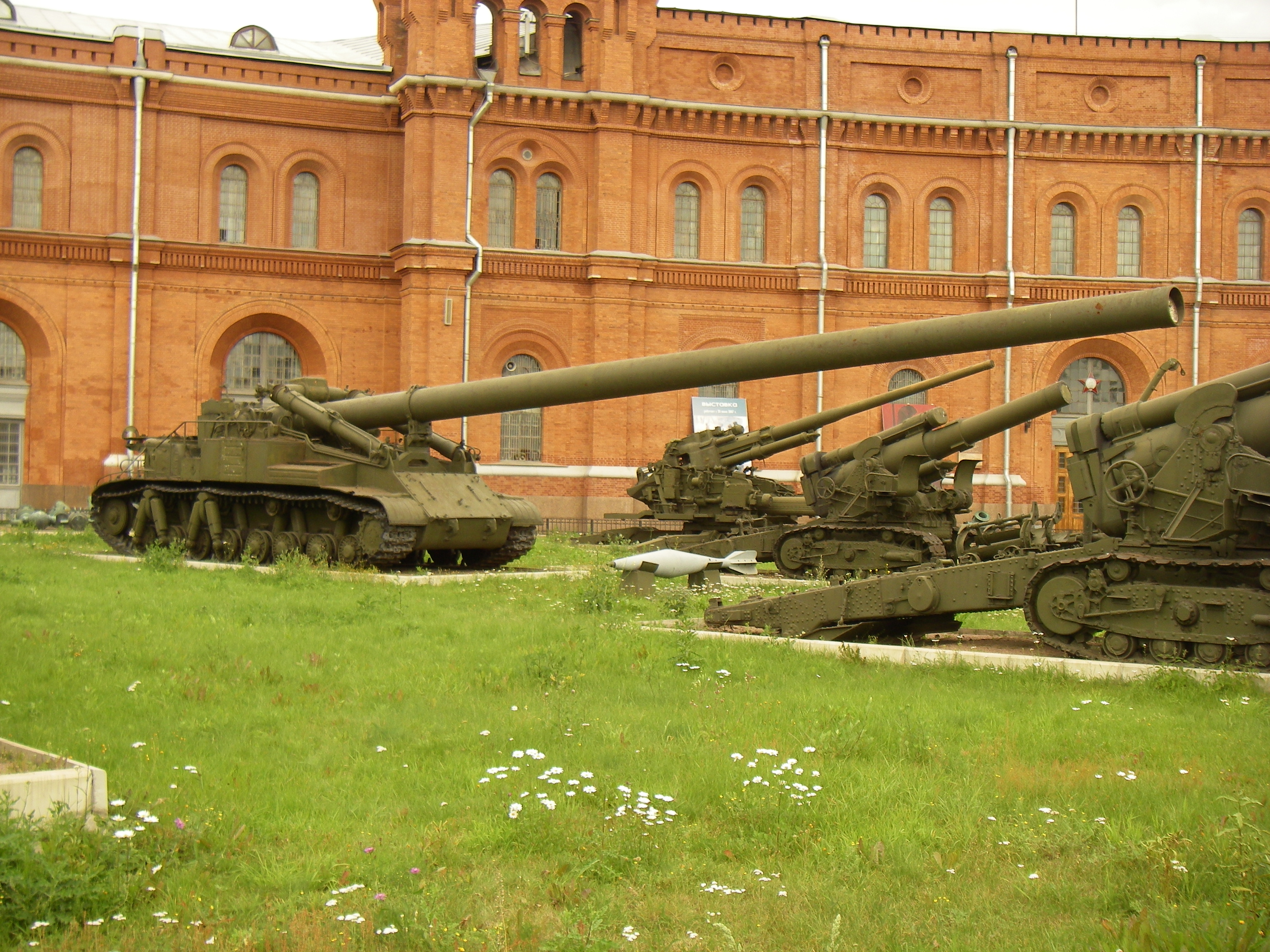
2B1 Oka soviético, con un largo cañón calibre 420 mm.

### Ejemplos
- Alemania
  -  Sd.Kfz. 124 Wespe
  -  Sd.Kfz. 165 Hummel
  -  15 cm sIG 33 (Sf) auf Panzerkampfwagen I Ausf B
  -  15 cm sIG 33 auf Fahrgestell Panzerkampfwagen II (Sf)
  -  Sd.Kfz. 138/1 "Grille"
- PZH-2000
- TAM VCA
- Joya SAA-1
- Sexton 25 pdr
- DANA
- ZUZANA
- PLZ-05
- PLZ-89
- PCL-181
- PLZ-07
- PLZ-45
- M-1978 Koksan
- K-9 Thunder
- SU-14
- SU-76
- SU-122
- SU-85
- SU-152
- 2S1
- 2S3 Akatsiya
- 2S7 Pion
- 2S4 Tyulpan
- 2S5 Giatsint
- 2A3 Kondensator 2P
- 2B1 Oka
- M7 Priest
- M8 Scott
- M40 GMC
- M12 GMC
- M37
- M44
- M52
- M55
- M107
- Obús autopropulsado M108
- Obús autopropulsado M109
- Obús autopropulsado M110
- Obús autopropulsado NLOS
- AMX MK F3
- AMX 30 auF1
- CAESAR
- ATMOS 2000
- Sholef
- Semovente 47/32
- Semovente 90/53
- OTO Palmaria
- Tipo 75
- Tipo 74
- Tipo 99
- AHS Krab
- AS-90
- DITA
- 2S19 Msta
- A-222 Bereg
- Koalitsiya-SV
- SORA
- Nora B52
- G6 Rhino
- SSPH Primus
- Bandkanon 1
- Archer Artillery System
- T-155 Fırtına
- UKR-MMC

## Cañones de asalto
El cañón de asalto es un cañón u obús montando en un vehículo de motor o un chasis blindado, diseñado para ser utilizado como apoyo de infantería en ataques directos contra la infantería enemiga o posiciones fortificadas. El cañón autopropulsado es fijo, carece de capacidad de rotación o giro sobre su montaje, de lo contrario pasa a convertirse en tanque.

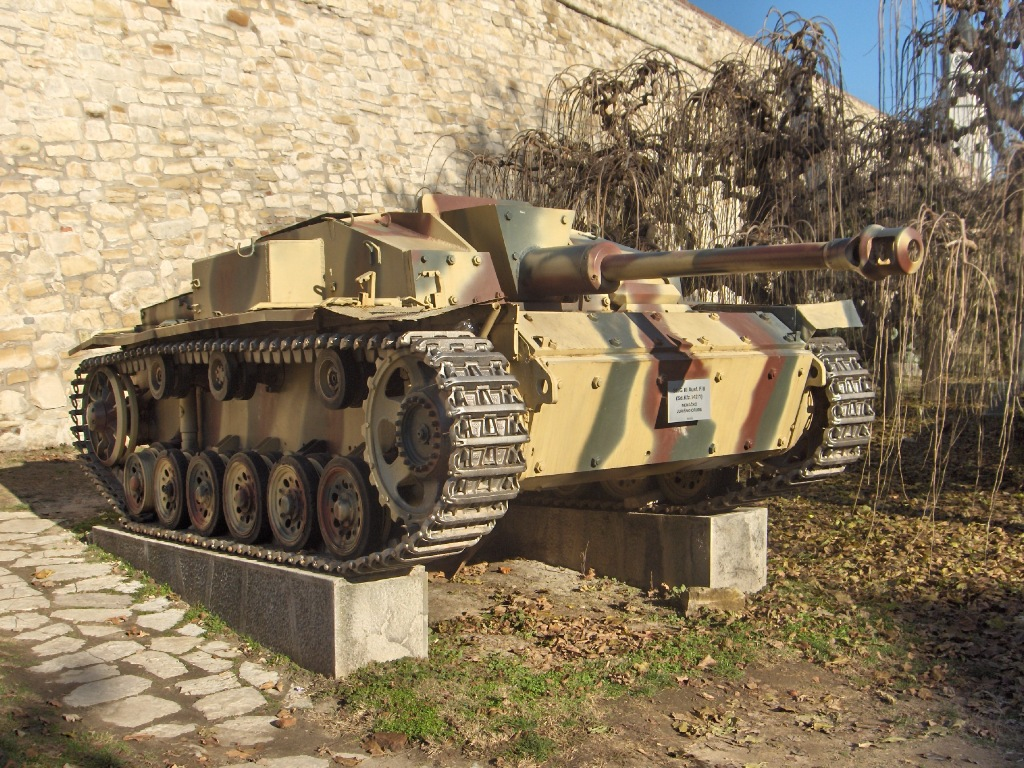
Sturmgeschütz III (StuG III) alemán, basado en el chasis del tanque Panzer III.
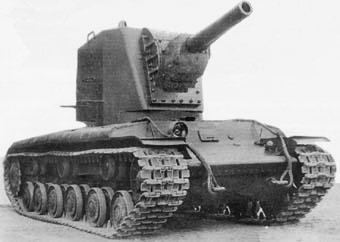
KV-2 soviético, basado en el chasis del tanque KV-1, 1940.
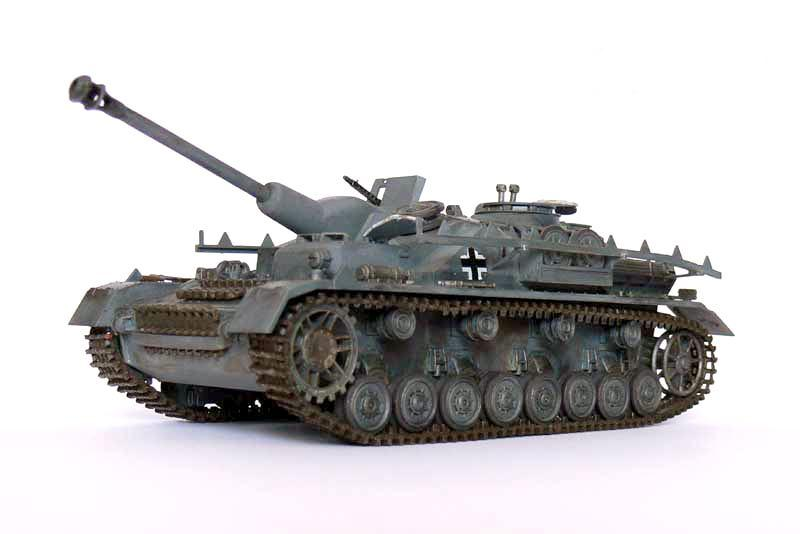
Sturmgeschütz IV (StuG IV) alemán, basado en chasis del tanque Panzer IV.